# Dom Spotkań z Historią

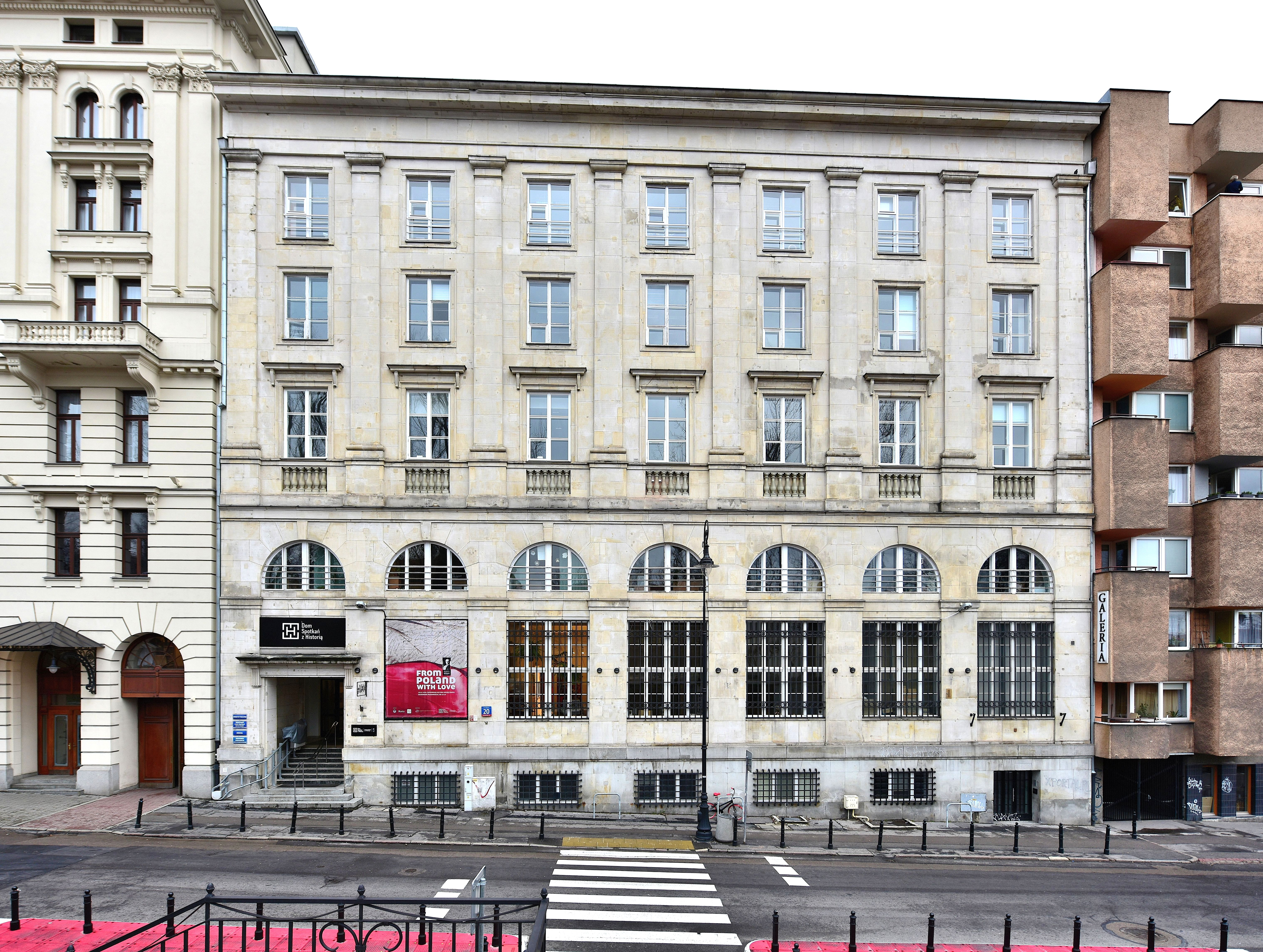
Dawny budynek Banku Cukrownictwa przy ul. Karowej 20, siedziba DSH

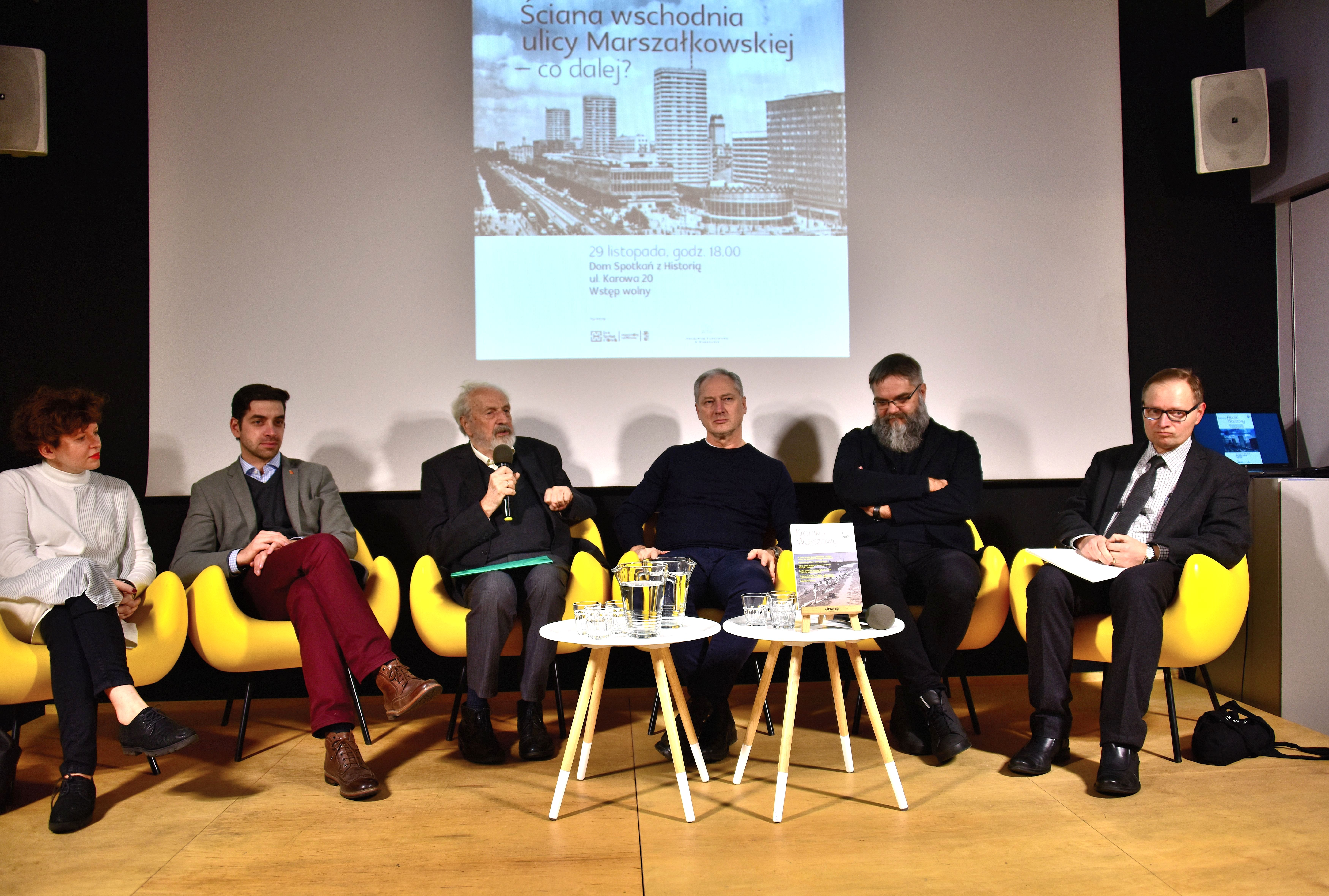
Debata „Kroniki Warszawy” Ściana Wschodnia ulicy Marszałkowskiej – co dalej? w DSH (2017)

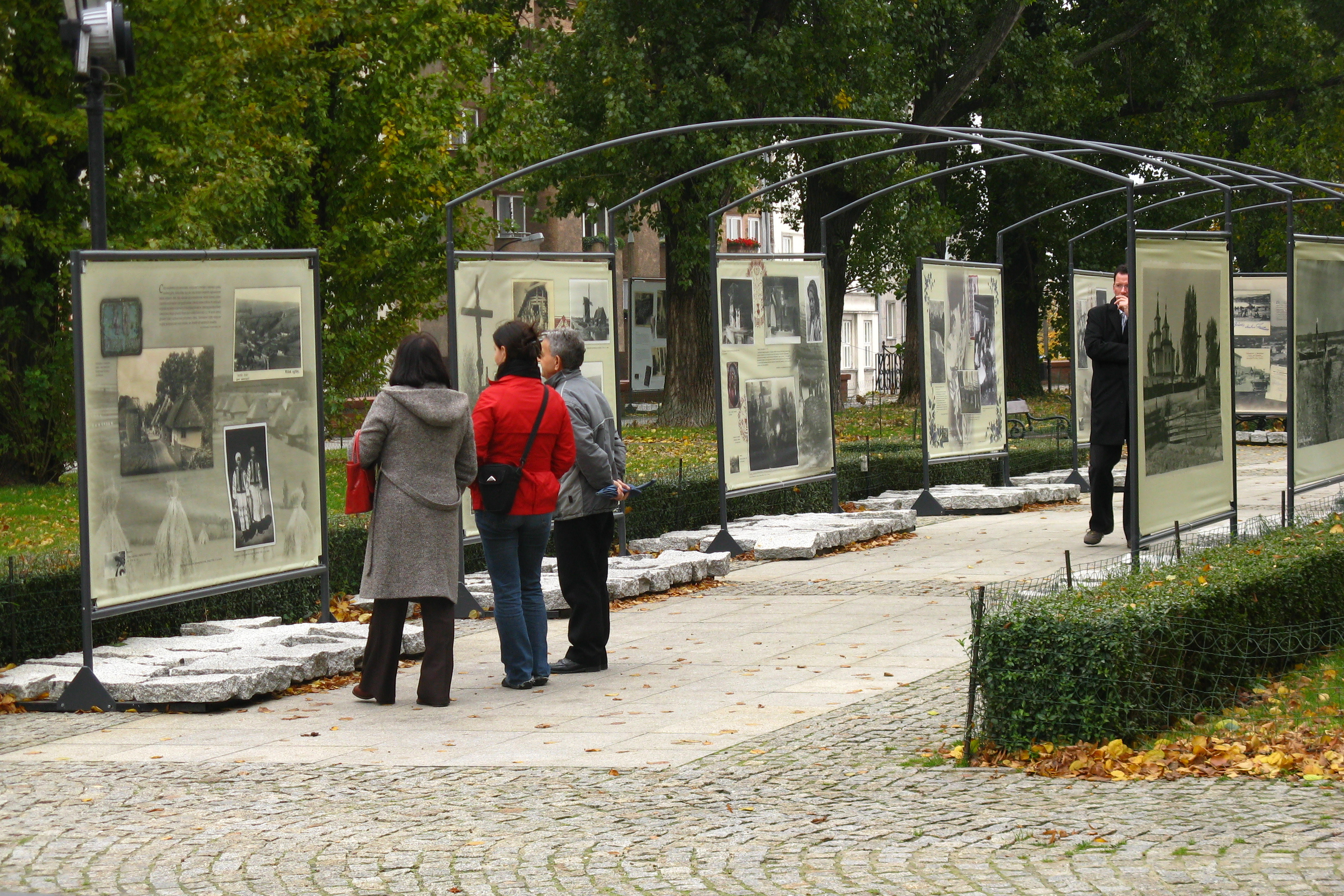
Plenerowa wystawa „Kresy” (2008)

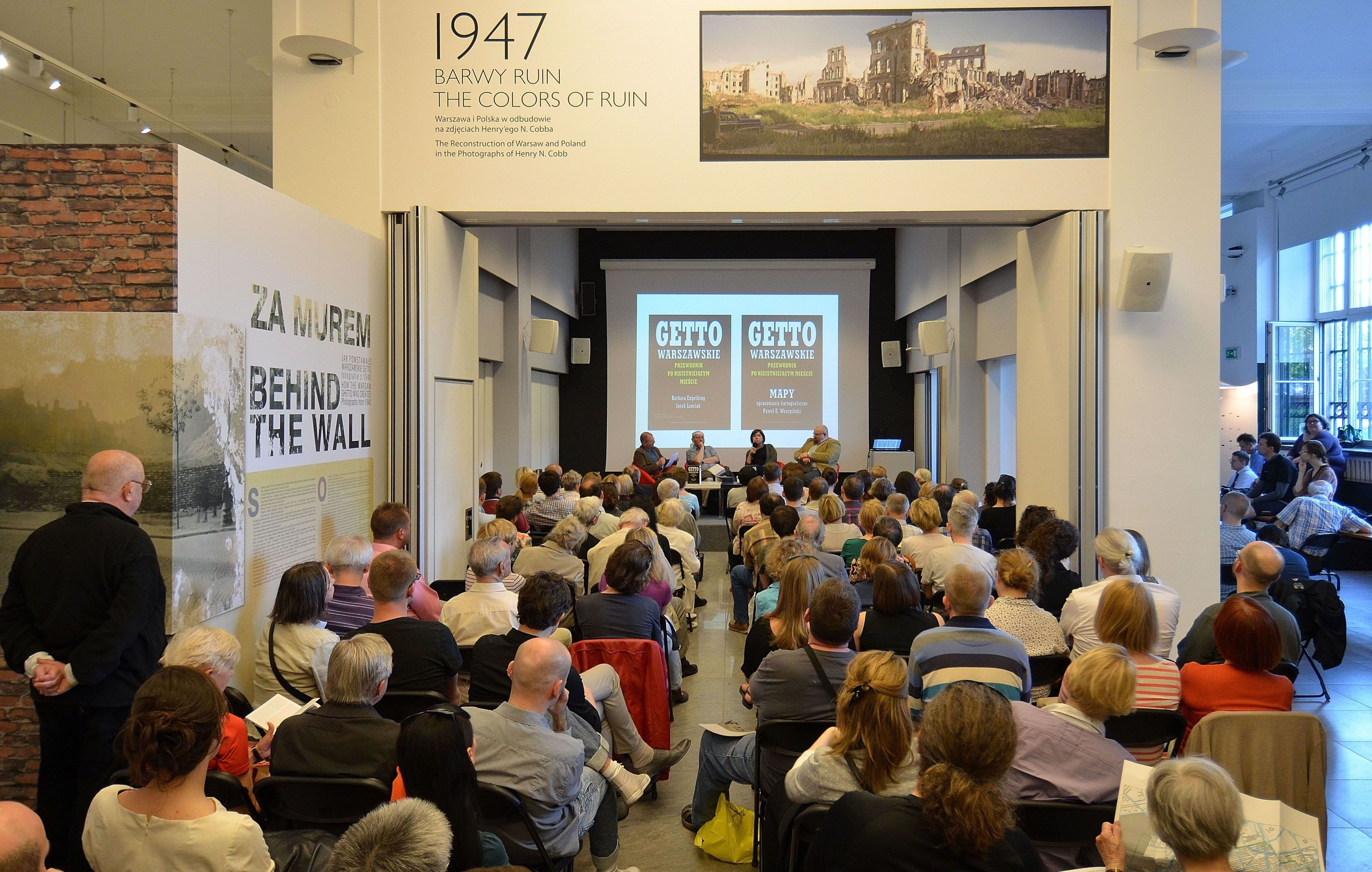
Spotkanie poświęcone drugiemu wydaniu książki „Getto warszawskie. Przewodnik po nieistniejącym mieście” (2013)

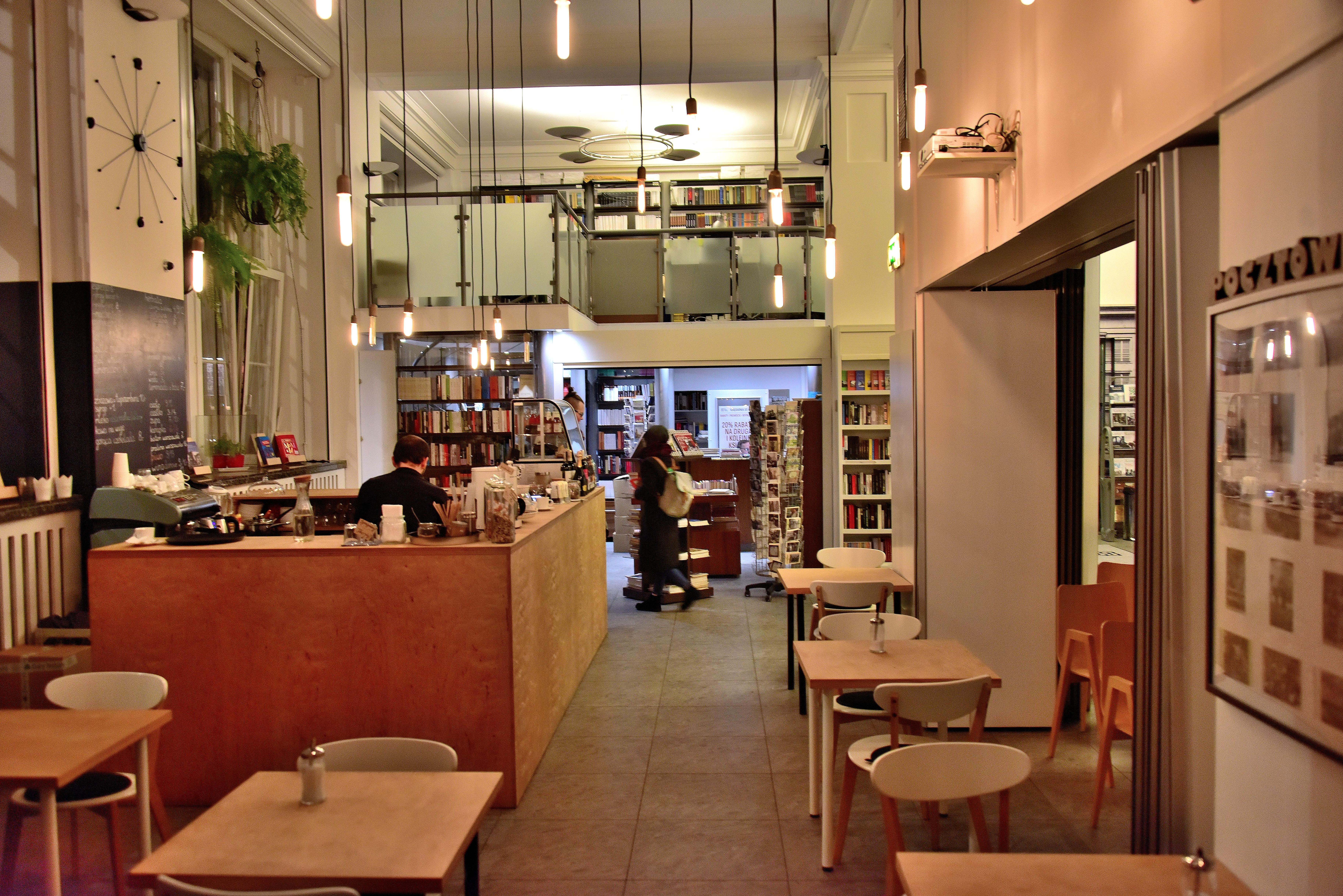
Kawiarnia i księgarnia w siedzibie DSH

Dom Spotkań z Historią (DSH) – instytucja kultury m.st. Warszawy zajmująca się historią Europy Środkowo-Wschodniej w XX w. Został utworzony w 2006 z inicjatywy Ośrodka Karta. W latach 2006-2024 stanowisko dyrektora instytucji obejmował historyk Piotr Jakubowski, od stycznia 2025 dyrektorką instytucji jest Katarzyna Puchalska.
DSH organizuje wystawy, pokazy filmów dokumentalnych i fabularnych, dyskusje, konferencje, warsztaty edukacyjne, instalacje artystyczne, happeningi, gry miejskie, wydarzenia parateatralne. DSH upowszechnia historię poprzez źródła i świadectwa indywidualne. Na wszystkie spotkania, wydarzenia i wystawy wstęp jest wolny.
Siedziba DSH mieści się w dawnym budynku Banku Cukrownictwa przy ul. Karowej 20, a od września 2023 r. część biur znajduje się w historycznym budynku PAST-y przy Zielnej 39.

## Wystawy
Ekspozycje DSH opowiadają o historii poprzez źródła: fotografie, relacje, dokumenty, nagrania audio i wideo. Wystawy można obejrzeć w budynku DSH oraz w plenerze, na skwerze u zbiegu ulicy Karowej i Krakowskiego Przedmieścia. Wystawom towarzyszą spotkania, pokazy filmowe, warsztaty i zajęcia edukacyjne.
Wystawy najczęściej mają charakter fotograficzny, na przykład: 
- "1947 BARWY RUIN. Warszawa i Polska w odbudowie na zdjęciach Henry'ego N. Cobba",
- "Karol Beyer – pierwsze fotografie Krakowskiego Przedmieścia",
- "Chodząc po ziemi. 50 lat fotografii prasowej Aleksandra Jałosińskiego",
- "Budujemy nowy dom. Odbudowa Warszawy w latach 1945-1952",
- "Architektoniczna spuścizna socrealizmu w Warszawie i Berlinie. MDM / KMA",
- "Cztery pory Gierka. Polska lat 1970-1980 w fotografiach z Agencji FORUM",
- "W obiektywie wroga. Niemieccy fotoreporterzy w okupowanej Warszawie (1939–1945)",
- "Miasto na szklanych negatywach. Warszawa 1916 w fotografiach Willy’ego Römera",
- "Warszawa z wysoka. Niemieckie zdjęcia lotnicze 1940–1945 z National Archives w College Park",
- "60 lat temu w Warszawie. Fotografie PAP 1947–48",
- "Zdjęcia osobiste i zakazane. Życie codzienne w Rumunii w czasach Nicolae Ceauşescu".

Wiele ekspozycji ma charakter multimedialny, m.in. 
- "Oblicza totalitaryzmu",
- "Ocaleni z Mauthausen",
- "Amerykanin w Warszawie. Stolica w obiektywie Juliena Bryana 1936–1974".

## Medioteka DSH
Przy DSH działa Archiwum Historii Mówionej. AHM to największy w Polsce zbiór relacji świadków historii XX wieku. Liczy już ponad 4000 wywiadów biograficznych nagranych w technice audio lub wideo, zdigitalizowanych, opracowanych archiwalnie i udostępnianych w Czytelni Multimedialnej Domu Spotkań z Historią oraz w internetowym portalu audiohistoria.pl. Pierwsze nagrania pochodzą z 1987 roku, kiedy to zainicjowane przez podziemną „Kartę” Archiwum Wschodnie rozpoczęło akcję nagrywania wspomnień mieszkańców dawnych Kresów Wschodnich, obywateli polskich represjonowanych przez sowieckie władze. 20 lat później w działania programu „Historia Mówiona” Ośrodka KARTA włączył się Dom Spotkań z Historią, który nie tylko tworzy zbiór AHM i uczestniczy w pozyskiwaniu nowych relacji, ale także intensywnie popularyzuje zgromadzone świadectwa. Od 2012 roku DSH jako pierwsza instytucja w Polsce, udostępnia bezcenne zbiory archiwalne USC Shoah Foundation Institute for Visual History and Education. Archiwum, założone w 1994 roku przez Stevena Spielberga, to największy zbiór biograficznych relacji wideo na świecie. Obejmuje ponad 50 tysięcy relacji osób ocalonych oraz świadków Holokaustu z 56 krajów, nagranych w 32 językach, w tym ponad 1500 w języku polskim. Relacje są udostępniane w Czytelni Multimedialnej DSH.

## Wydawnictwo i Księgarnia XX wieku
DSH wydaje książki dotyczące historii XX wieku, w tym albumy historyczne, varsavianistyczne, wspomnienia. Część albumów towarzyszy wystawom, m.in.: "1947 BARWY RUIN", "Budujemy nowy dom", "Karol Beyer 1818–1877", "Polacy z wyboru". Wiele pozycji ma charakter varsavianistyczny – poza wymienionymi wyżej – to m.in.: "Ostańce. Kamienice warszawskie i ich mieszkańcy", "Kapliczki warszawskie". W budynku DSH znajduje się księgarnia z publikacjami dotyczącymi historii Europy Środkowo-Wschodniej. Księgarnia organizuje promocje książek i spotkania z autorami.
Jest współwydawcą „Kroniki Warszawy”.

## Edukacja
DSH prowadzi bezpłatne zajęcia edukacyjne dla różnych grup: przedszkolnych, uczniów szkół podstawowych, gimnazjów, liceów, dla grup międzynarodowych, młodzieży biorącej udział w wymianach międzyszkolnych, studentów, seniorów, a także dla osób z niepełnosprawnością intelektualną. Dla nauczycieli i animatorów kultury organizowane są konferencje metodyczne i seminaria. Edukatorzy DSH służą pomocą nauczycielom przygotowującym własne projekty edukacyjne. W ofercie edukacyjnej DSH są różne formy zajęć: warsztaty, spotkania filmowe, oprowadzanie po wystawach, spotkania ze świadkami historii, gry miejskie, spacery po Warszawie z przewodnikiem.

## Inicjatywy

### „Wyłącz system”
W 2008 Dom Spotkań z Historią został wyznaczony przez Urząd Miasta Stołecznego Warszawy do koordynacji warszawskich obchodów 20. rocznicy czerwca 1989. W 2009 w ramach akcji „Wyłącz system” DSH wraz z współpracującymi instytucjami i kuratorami, przygotowało imprezy plenerowe na Krakowskim Przedmieściu, happeningi, uliczne kino i teatr, koncerty, wystawy i Fiestę – imprezę taneczną w Elektrociepłowni Powiśle. W 2012 roku odbyła się już IV edycja święta.

### Warszawska Inicjatywa Kresowa (WIK)
W ramach programu WIK, DSH organizuje spotkania w stałych cyklach „Opowieści z Kresów” oraz „Kino kresowe”.

## Siedziby
DSH przez wiele lat posiadało swoją jedyną siedzibę w dawnym budynku poznańskiego Banku Cukrownictwa, właściciela sąsiedniego Hotelu Bristol. Został on wzniesiony w latach 1932–1933 według projektu Antoniego Jawornickiego.
Począwszy od września 2023 r. część biur (m.in. Archiwum Historii Mówionej, Warszawska Inicjatywa Kresowa, redakcja Dwutygodnika oraz biuro Nagrody Historycznej m.st Warszawy im. Kazimierza Moczarskiego) znajduje się na dwóch najwyższych piętrach budynku dawnej centrali telefonicznej PAST przy ul. Zielnej 39.

## Nagroda
2024 - nagroda specjalna Instytutu Wzornictwa Przemysłowego (IWP) "Dobry Wzór" im. prof. Wandy Telakowskiej za książkę "Ty i Ja. Magazyn, grafika, zjawisko"